# Józefina (cesarzowa francuska)
Józefina, z domu Marie-Josèphe Rose Tascher de la Pagerie (ur. 23 czerwca 1763 na plantacji Trois-Îlets na Martynice, zm. 29 maja 1814 w Rueil-Malmaison) – pierwsza żona Napoleona I oraz pierwsza cesarzowa Francuzów i królowa Włoch, matka Eugeniusza de Beauharnais i Hortensji de Beauharnais.

## Życiorys

### Młodość
Pochodziła z drobnej szlachty kolonialnej (kreolskiej). Ojcem był Joseph Gaspard de Tascher, kawaler (Chevalier) de la Pagerie (1735-1791), matką Rose Claire des Vergers de Sannois (1736-1807). 13 grudnia 1779 Józefina poślubiła wicehrabiego Aleksandra Franciszka Marię de Beauharnais (1760-1794), oficera wojsk francuskich. Od początku lat 90. XVIII wieku małżonkowie żyli w separacji - Józefina z córką przebywała w posiadłościach rodzinnych na Martynice, a Aleksander z synem we Francji. Aresztowany w okresie rządów Robespierre’a został zgilotynowany w 1794 roku. Józefina,  która w międzyczasie powróciła do Francji, została osadzona w więzieniu i, przed straceniem na gilotynie, była już na liście skazańców – uratował ją w ostatniej chwili upadek Robespierre’a.

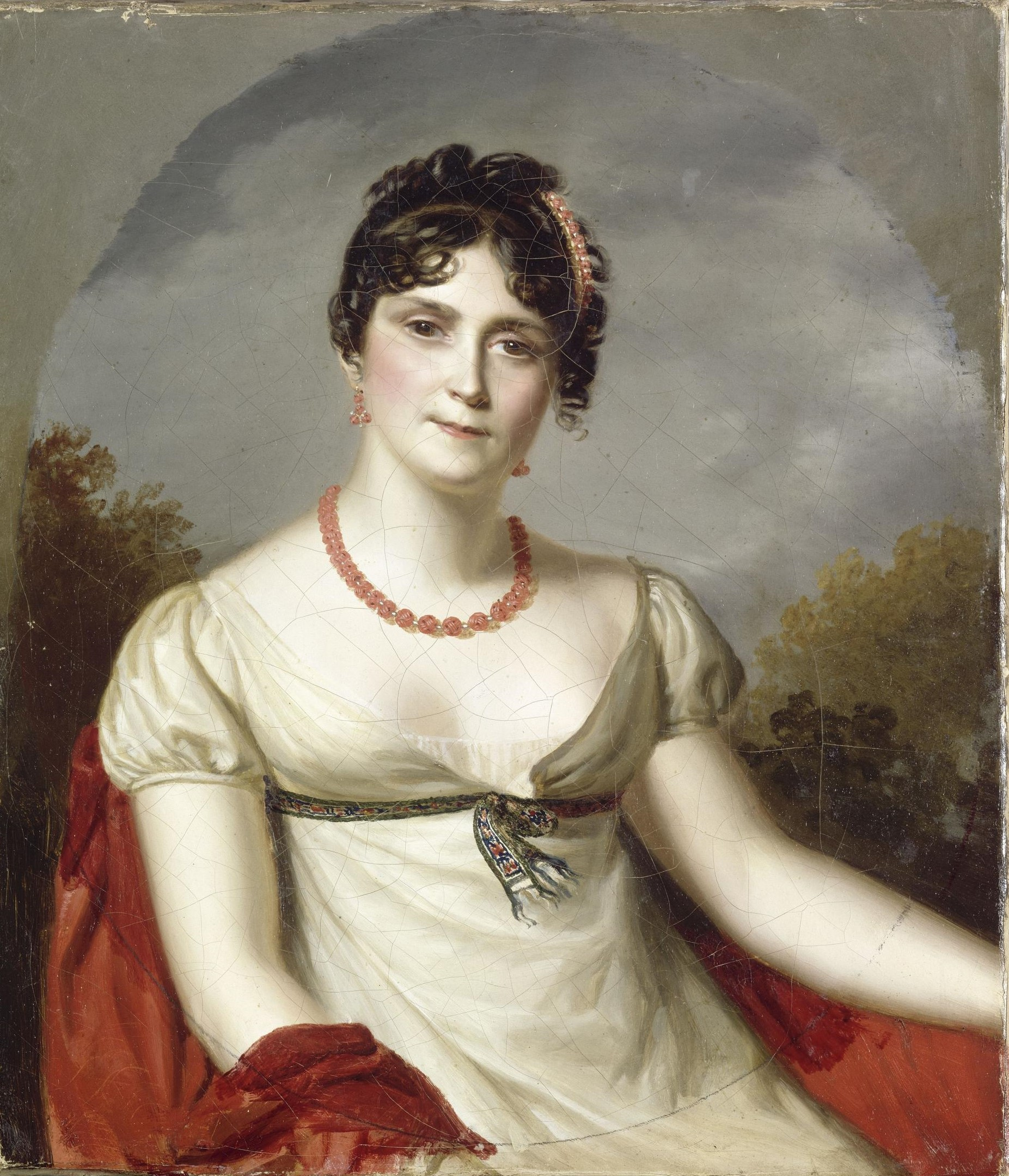
Portret autorstwa Firmin Massot

Po obaleniu władzy jakobinów Józefina, dysponując dochodami z plantacji na Martynice, otworzyła w Paryżu salon, gdzie spotykali się wpływowi politycy i wojskowi schyłkowego okresu I Republiki. Miała liczne romanse, m.in. z Barrasem, później czołowym przedstawicielem Dyrektoriatu. Jej romans z generałem Hoche’em zakończył się nagle, gdy po wyjściu z więzienia kochanek przyłapał ją z jednym ze swoich stajennych – Alzatczykiem. Karaibski  temperament i uroda zapewniały jej powodzenie u  wpływowych mężczyzn, a patrycjuszowskie maniery bardziej jej pomagały niż przeszkadzały.

### Generałowa Bonaparte
W roku 1795 przedstawiono jej generała Napoleona Bonaparte, sześć lat młodszego od niej, wówczas jeszcze zaręczonego z Désirée Clary z Marsylii (późniejszą królową Szwecji). Napoleon dążył do awansu społecznego w kręgach socjety paryskiej i uznał, że małżeństwo z Józefiną, która z równą łatwością poruszała się w kołach starej arystokracji i postrewolucyjnego establishmentu, będzie mu dużą pomocą w osiągnięciu celu.
Napoleon zerwał zaręczyny z Desirée i wziął 9 marca 1796 cywilny ślub z Józefiną, przy czym zmienił swe włoskie nazwisko na bardziej francuskie „Bonaparte”. Dzięki dobrym kontaktom Józefiny z Barrasem, który przewodził Dyrektoriatowi, Bonaparte został wkrótce mianowany głównodowodzącym francuskiej armii  walczącej w Italii.

### Cesarzowa Francuzów

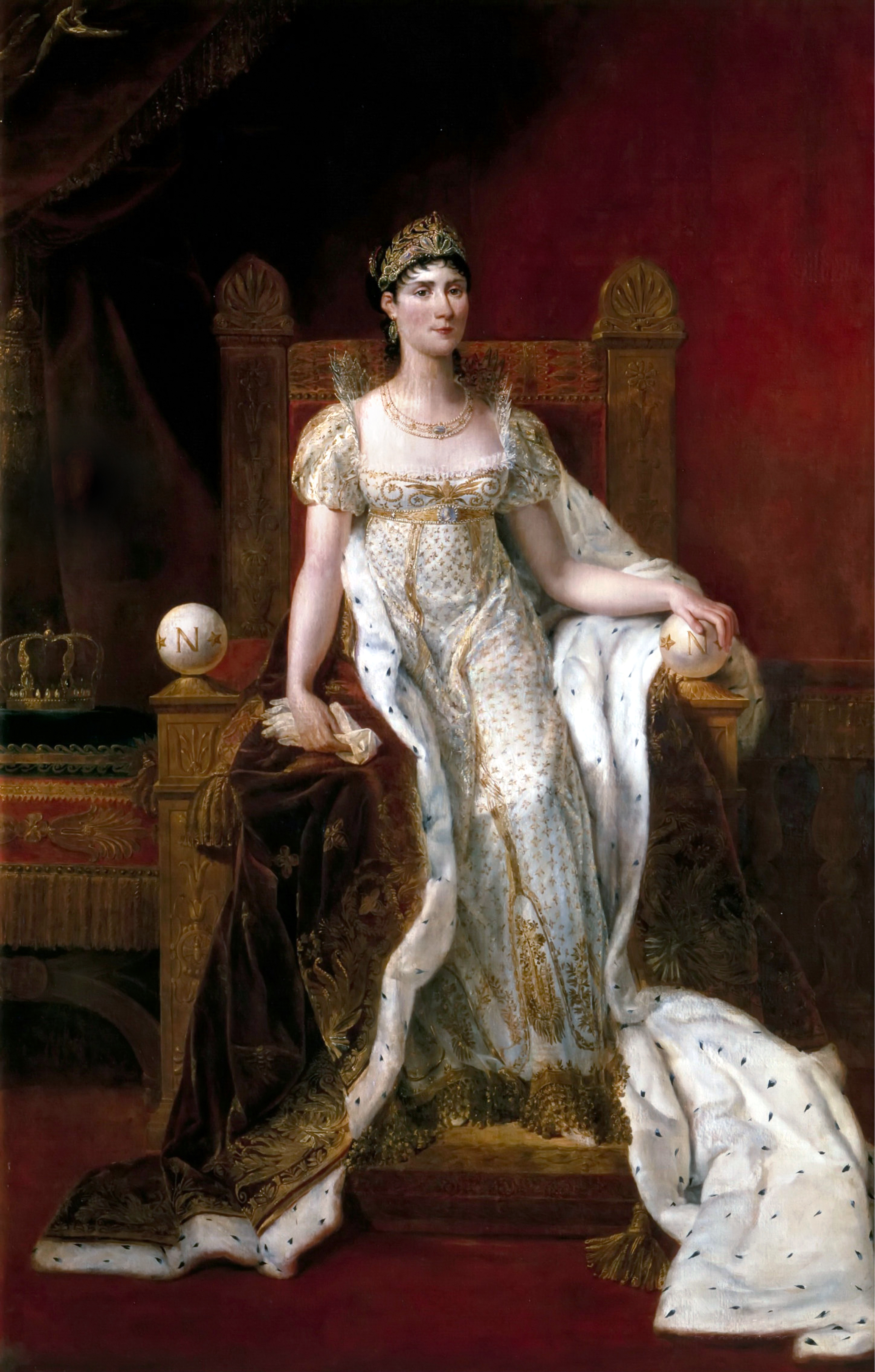
Cesarzowa Józefina.

18 marca 1804 senat francuski ogłosił dotychczasowego Pierwszego Konsula Republiki Napoleona Bonapartego dziedzicznym cesarzem Francuzów. Od października tegoż roku czyniono przygotowania do koronacji cesarskiej obojga małżonków, którą miał celebrować papież Pius VII, ale na przeszkodzie stał brak ślubu kościelnego pary Bonaparte, a więc Napoleon dopełnił tej ceremonii 30 października w kaplicy pałacu Tuilerie. Ślubu udzielił wuj Napoleona, kardynał Józef Fesch. Koronacja odbyła się 2 grudnia 1804 w paryskiej katedrze Notre-Dame, przy czym Napoleon własnoręcznie ukoronował i siebie, i Józefinę, która stała się „Jej Cesarską Mością Cesarzową Francuzów”. Jej dzieci i kuzynka Stefania otrzymały tytuły „Cesarskich Wysokości”, lecz bez prawa sukcesji do tronu. 
Aby syn Józefiny Eugeniusz mógł poślubić księżniczkę bawarską Augustę Amalię Ludwikę Wittelsbach, Napoleon adoptował go. Z podobnych przyczyn cesarz adoptował Stefanię de Beauharnais, późniejszą wielką księżną Badenii. Nie doszło natomiast do adopcji córki Józefiny – Hortensji.

### Rozwód i ostatnie lata

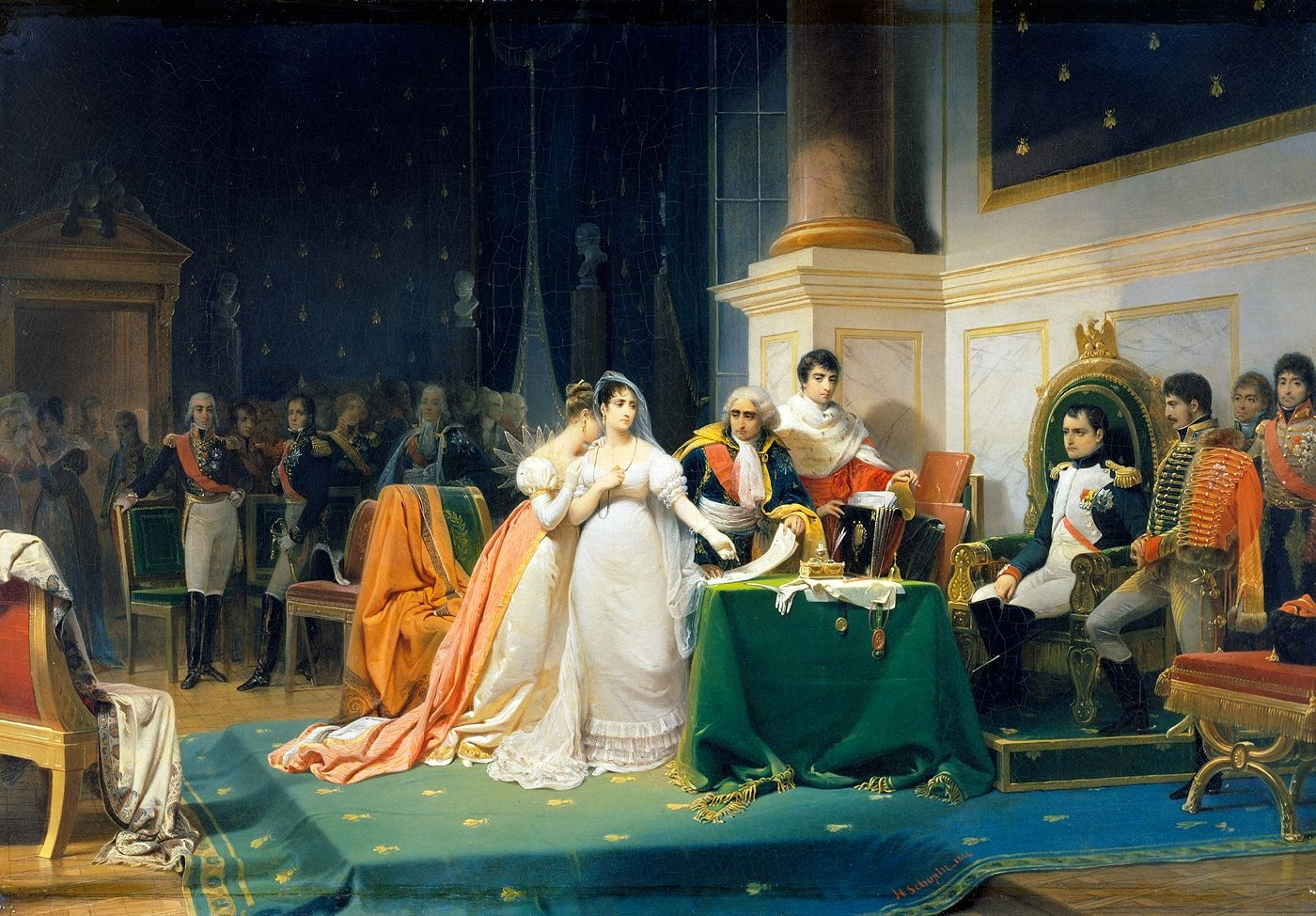
Rozwód cesarzowej Józefiny i Napoleona

Ponieważ kochanka cesarza, Eléonore Denuelle, która dała mu syna Karola (ur. 1806), nie cieszyła się najlepszą reputacją, Napoleon w pierwszych latach powątpiewał w swoje ojcostwo. Ostatecznych dowodów na to, że nie jest bezpłodny, dostarczyło mu narodzenie w 1810 syna Aleksandra. Już w czasie ciąży Marii Walewskiej, matki Aleksandra, Napoleon postanowił rozstać się z Józefiną.

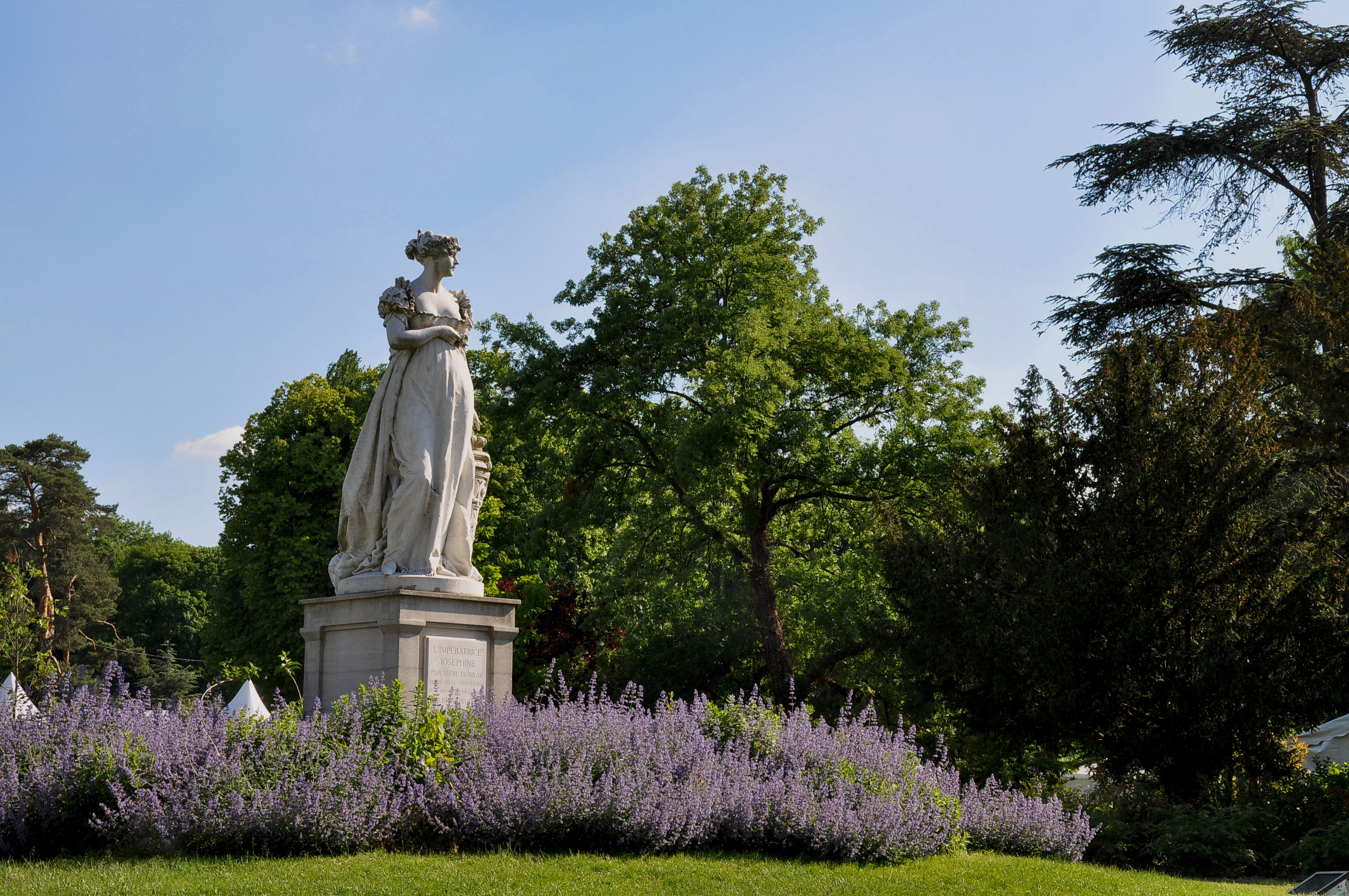
Pomnik Józefiny w Parku Bois-Préau w Rueil-Malmaison

Po powrocie z kampanii austriackiej 1809 roku cesarz wezwał małżonkę do Fontainbleau i dał jej do zrozumienia, że chce rozwodu, który nastąpił 15 grudnia tegoż roku. Po rozwodzie Napoleon ponownie ożenił się, tym razem z arcyksiężniczką Marią Ludwiką Habsburg. Po narodzinach ich dziecka, Napoleona II, Józefina, która ku irytacji Marii Ludwiki pozostawała w przyjacielskich stosunkach z Napoleonem, wysłała tak ciepłe gratulacje, że pozwolono jej wrócić do zamku w Malmaison, gdzie, jak często wcześniej, szybko popadła w długi.
Po pierwszej abdykacji Napoleona w roku 1814 odwiedzali ją zwycięscy monarchowie, którzy spotkali się w Paryżu. Pokazując swój ogród carowi Aleksandrowi I, ubrana w zimnym maju tego roku w przewiewną suknię, Józefina dostała zapalenia płuc. 28 maja poczuła się tak źle, że postanowiła odwołać wizytę cara na obiedzie. Józefina zmarła w południe następnego dnia. Pochowana została w kościele parafialnym w Malmaison.

## Spuścizna
Rodzina Józefiny, Tascher de la Pagerie, piastowała za czasów Napoleona III (syn Hortensji, wnuk Józefiny) ważne stanowiska na jego dworze. Potomkami Józefiny są członkowie rodów panujących w Szwecji, Danii, Norwegii i Belgii.